# گروه نیوکام
گروه نیوکام (مغولی: Ньюком Групп) شرکت خوشه‌ای مغولستانی است، که در سال ۱۹۹۳ تأسیس شد.